# Krakūnai
Krakūnai är en ort i Litauen. Den ligger i den sydöstra delen av landet, 60 km söder om huvudstaden Vilnius. Krakūnai ligger 179 meter över havet och antalet invånare är 127.
Terrängen runt Krakūnai är platt. Runt Krakūnai är det ganska glesbefolkat, med 25 invånare per kvadratkilometer. Närmaste större samhälle är Dieveniškės, 5,7 km norr om Krakūnai. Omgivningarna runt Krakūnai är en mosaik av jordbruksmark och naturlig växtlighet.